# Penenirmus phylloscopis
Penenirmus phylloscopis är en insektsart som först beskrevs av Zlotorzycka 1976.  Penenirmus phylloscopis ingår i släktet Penenirmus, och familjen fjäderlöss. Arten är reproducerande i Sverige.